# Panamerikanische Spiele 2011/Leichtathletik – Diskuswurf der Frauen

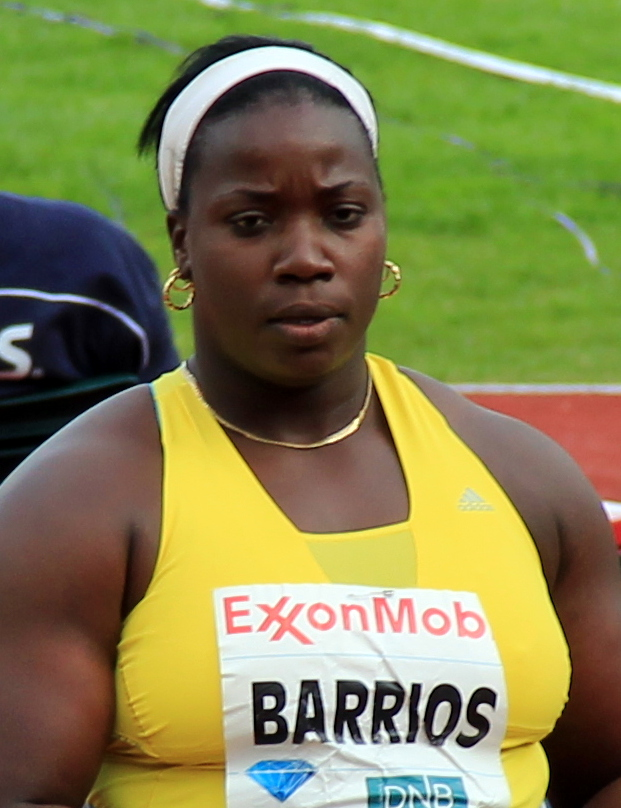
Die Siegerin Yarelys Barrios (2012)

Der Diskuswurf der Frauen bei den Panamerikanischen Spielen 2011 fand am 28. Oktober im Telmex Athletics Stadium in Guadalajara statt.
Elf Athletinnen aus acht Ländern nahmen an dem Wettbewerb teil. Die Goldmedaille gewann Yarelys Barrios mit 66,40 m, was auch ein neuer Rekord der Panamerikanischen Spiele war. Silber ging an Aretha Thurmond mit 59,53 m und die Bronzemedaille sicherte sich Denia Caballero mit 58,63 m.

## Rekorde
Vor dem Wettbewerb galten folgende Rekorde:
| Weltrekord        | Gabriele Reinsch | 76,80 m | Neubrandenburg, Deutsche Demokratische Republik             | 9. Juli 1988    |
| Rekord der Spiele | Maritza Martén   | 65,58 m | Panamerikanische Spiele in Indianapolis, Vereinigte Staaten | 10. August 1987 |

## Ergebnis
28. Oktober 2011, 15:00 Uhr
| Platz | Athletin               | Land               | 1. Versuch | 2. Versuch | 3. Versuch | 4. Versuch                                  | 5. Versuch                                  | 6. Versuch                                  | Weite (m) |
| ----- | ---------------------- | ------------------ | ---------- | ---------- | ---------- | ------------------------------------------- | ------------------------------------------- | ------------------------------------------- | --------- |
|       | Yarelys Barrios        | Kuba               | 66,40      | 62,88      | x          | 63,13                                       | 63,41                                       | 61,39                                       | 66,40 PR  |
|       | Aretha Thurmond        | Vereinigte Staaten | 57,59      | 56,69      | 57,75      | 59,16                                       | 59,53                                       | x                                           | 59,53     |
|       | Denia Caballero        | Kuba               | 58,63      | x          | 57,42      | x                                           | x                                           | 54,82                                       | 58,63     |
| 4     | Gia Lewis-Smallwood    | Vereinigte Staaten | x          | 51,92      | 52,08      | 57,34                                       | x                                           | x                                           | 57,34     |
| 5     | Karen Gallardo         | Chile              | 54,10      | 57,13      | 56,06      | 57,17                                       | x                                           | x                                           | 57,17     |
| 6     | Rocío Comba            | Argentinien        | x          | 54,12      | x          | 56,05                                       | x                                           | 54,98                                       | 56,05 SB  |
| 7     | Fernanda Raquel Borges | Brasilien          | x          | 52,75      | 52,53      | x                                           | 54,56                                       | 53,75                                       | 54,56     |
| 8     | Elisângela Adriano     | Brasilien          | x          | x          | 54,08      | x                                           | 53,46                                       | x                                           | 54,08     |
| 9     | Allison Randall        | Jamaika            | 45,96      | 49,42      | 50,90      | nicht im Finale der besten acht Werferinnen | nicht im Finale der besten acht Werferinnen | nicht im Finale der besten acht Werferinnen | 50,90     |
| 10    | Irais Estrada          | Mexiko             | 44,66      | 47,58      | 49,52      | nicht im Finale der besten acht Werferinnen | nicht im Finale der besten acht Werferinnen | nicht im Finale der besten acht Werferinnen | 49,52     |
| 11    | Brittni Borrero        | Puerto Rico        | 46,87      | x          | x          | nicht im Finale der besten acht Werferinnen | nicht im Finale der besten acht Werferinnen | nicht im Finale der besten acht Werferinnen | 46,87     |

Zeichenerklärung:
– = Versuch ausgelassen, x = Fehlversuch